# تپه اسپی قلعه بن
تپه اسپی قلعه بن مربوط به هزاره اول قبل از میلاد است و در شهرستان مهدیشهر، دهستان پشتکوه و روستای فولاد محله واقع شده و این اثر در تاریخ ۱۱ دی ۱۳۸۰ با شمارهٔ ثبت ۴۶۵۰ به‌عنوان یکی از آثار ملی ایران به ثبت رسیده است.